# Џендрик
Џендрик Сигварт (Хамбург, 27. август 1994), познатији под мононимом Џендрик, је немачки певач.

## Биографија
Џендрик Сигварт је одрастао у Хамбург-Фолксдорфу, има четворо браће и сестара. Као тинејџер учио да свира клавир и виолину и четири године је студирао мјузикле на Институту за музику Универзитета примењених наука у Оснабруку.  Сигварт је започео каријеру 2016. године, када је објавио песму „Dibdibidi“.
Дана 6. фебруара 2021. године објављено је да је интерно изабран да представља Немачку на Песми Евровизије у Ротердаму.
Сигварт је сам написао текст за песму „I Don't Feel Hate“, која је објављена је 25. фебруара 2021. године. Песму је продуцирао Кристоф Освалд.
На Евровизији, Сигварт је наступио на 15. месту по рангу. На крају је завршио 25. у финалу, добивши три бода жирија и нула поена од публике.

## Дискографија

### Синглови
| Назив               | Година |
| ------------------- | ------ |
| "Dibdibidi"         | 2016.  |
| "I Don't Feel Hate" | 2021.  |